# Радослав Бойчев
Радослав Николов Бойчев е български политик, народен представител от парламентарната група на ИТН в XLVI народно събрание. Бил е оперативен служител в ГДБОП. Бивш член и областен координатор на ИТН в Търговище (до 2022 г.).

## Биография
Радослав Бойчев е роден на 1 януари 1981 г. в град Ихтиман, Народна република България. Средното си образование завършва в Икономическия техникум в Търговище, специалност „Счетоводство и контрол“. След средното си образование зaвъpшвa няĸoлĸo виcши в cфepaтa нa cигypнocттa: Πъpвo зaвъpшвa cпeциaлнocт „Противодействие на престъпността и опазване на обществения ред“ в Академията на МВР, cлeд ĸoeтo пpидoбивa мaгиcтъpcĸa cтeпeн пo „Haциoнaлнa cигypнocт“ и пpoдължaвa oбyчeниeтo cи пo втopa мaгиcтъpcĸa пpoгpaмa – „Лoгиcтиĸa“ във Висшето военноморско училище „Никола Йонков Вапцаров“, Bapнa.
От 2003 до 2010 г. е служител на териториалното звено „Борба с организираната престъпност“ при ГДБОП на МВР, група „Терор“. Като част от ТЗБОП – Търговище, дейността му е била насочена към неутрализиране на престъпни групи. През 2010 г. започва работа като експерт по сигурността и човешките ресурси в голяма местна компания.

## Политическа дейност
Радослав Бойчев става член на „Има такъв народ“, и е избран за областен координатор на партията в Търговище. До ноември 2022 г.
На парламентарните избори през април 2021 г. е водач в листата на ИТН за 28-и МИР – Търговище.
На парламентарните избори през юли 2021 г. е водач в листата на ИТН за 28-и МИР – Търговище. Избран е за народен представител. Бил е част от Комисията по вътрешна сигурност и обществен ред, като е взел и участие в парламентарния контрол по въпроси, касаещи дейността на държавни предприятия в област Търговище с принципал Министерството на земеделието, храните и горите.
На парламентарните избори през ноември 2021 г. е водач в листата за ИТН в 28-и МИР – Търговище.
На парламентарните избори през 2022 г. е втори в листата на ИТН за 28-и МИР – Търговище.
На местните избори през 2023 г. е кандидат за кмет на община Търговище, издигнат от инициативен комитет, подкрепен от местните структури на „Възраждане“ и БСП.